# Casa Llorenç Armengol
La casa Llorenç Armengol és un edifici modernista situat a la Rambla de Catalunya de Barcelona, 125, catalogat com a bé amb elements d'interès (categoria C).

## Història
Va ser projectat el 1899 per l'arquitecte Adolf Ruiz i Casamitjana per a Llorenç Armengol.

## Descripció
Consta de planta baixa i cinc pisos, amb quatre obertures per planta i un parament cec central. Els pisos primer i segon tenen dues tribunes als extrems, unides per un balcó corregut al primer amb barana calada de pedra, i balcons individuals al segons amb baranes de ferro forjat. Sobre aquestes hi ha el balcó corregut del tercer pis, amb baranes de pedra al extrem i de ferro forjat al centre. Els dos pisos superiors s'enllacen amb un regruix a l'entorn de les obertures centrals, amb un coronament enlairat format per tres arcs ogivals, on hi consten tres escuts amb una decoració escultòrica de caràcter vegetal. El parament llis de la façana es cobreix amb esgrafiats.
Al vestíbul destaca el tractament del sostre i les parets, amb elements ornamentals de guix.